# Osireion

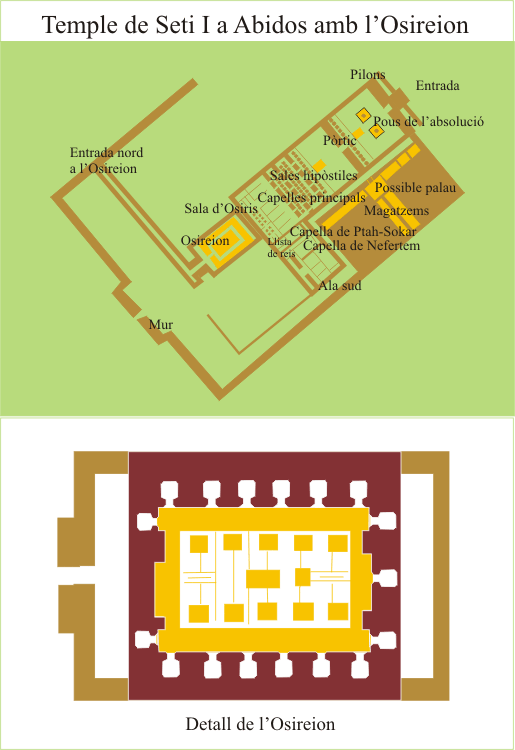
Temple de Seti I amb detall de l'osireion

L'osireion era una dependència especial situada al darrere d'unes cambres dedicades al culte a Osiris dins del temple de Seti I a Abidos.

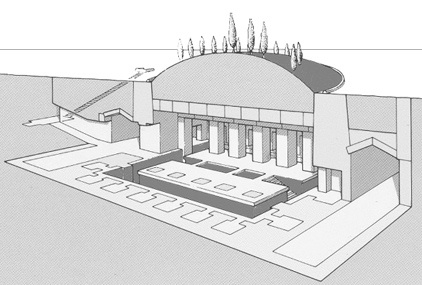
Vista esquemàtica de l'osireion

Era una estructura subterrània i contenia escenes del Llibre de les portes i del Llibre dels morts. Es trobava a uns 15 metres per sota del temple i la seva part superior estava per sota del nivell del terra del temple. Estava alineat amb el temple i perfectament integrat en aquest. L'estructura fou construïda per Seti I, però no fou decorada fins en temps del seu net Meremptah. La seva cambra principal mesurava 30 x 20 metres i era feta amb granit; el centre estava preparat per rebre un sarcòfag.
L'osireon és considerat l'exemple màxim de simbolisme religiós dins l'arquitectura egípcia.